# Machala (cantão)
Machala é um cantão do Equador localizado na província de El Oro.
A capital do cantão é a cidade de Machala.